# Laban (album)
 For alternative betydninger, se Laban. (Se også artikler, som begynder med Laban)
Laban er navnet på Labans første album, som udkom i 1982.

## Sange
| #   | Titel                                                                                        | Længde |
| --- | -------------------------------------------------------------------------------------------- | ------ |
| 1.  | "Jeg ka' li' dig alligevel"                                                                  | 3:44   |
| 2.  | "Det er hans kys"                                                                            | 2:23   |
| 3.  | "Gi' et tegn"                                                                                | 3:19   |
| 4.  | "Titicaca"                                                                                   | 2:59   |
| 5.  | "Jalousi"                                                                                    | 4:05   |
| 6.  | "Det er dig jeg vil ha'"                                                                     | 3:42   |
| 7.  | "Kom"                                                                                        | 3:40   |
| 8.  | "Ta' mig"                                                                                    | 3:00   |
| 9.  | "Hva' er der galt med mig"                                                                   | 3:22   |
| 10. | "Hvor ska' vi sove i nat"                                                                    | 2:59   |
| 11. | "Giv mig en tid, giv mig et sted" (Bonusnummer på albums, som blev solgt gennem Pladeringen) | 3:26   |